# Las amazonas (telenovela mexicana)
Las amazonas es una telenovela mexicana producida por Salvador Mejía Alejandre, para Televisa. Es la segunda adaptación hecha en México de la telenovela venezolana Las amazonas, original de César Miguel Rondón.
Protagonizada por César Évora, Victoria Ruffo, Danna García, Andrés Palacios, Grettell Valdez, Mariluz Bermúdez, René Casados y Juan Pablo Gil, y con las participaciones antagónicas de Gabriela Vergara, Guillermo García Cantú, Natalia Guerrero, Alejandro Estrada, Boris Duflos y la primera actriz Jacqueline Andere.

## Sinopsis
Victoriano Santos es un altivo y orgulloso hombre de rancho, quien ha logrado acumular una inmensa fortuna gracias a su esfuerzo y dedicación. Su mayor orgullo son sus tres hermosas hijas: Diana, Casandra y Constanza; las tres heredaron el fuerte carácter de su padre, pero en el fondo son tan nobles como él. Las tres hermanas viven bajo el cuidado de Inés, su nana, quien las quiere y las protege como si fuese su propia madre. En el pasado, Inés y Victoriano estuvieron a punto de casarse; sin embargo, Loreto, el supuesto mejor amigo de Victoriano, abusó de ella y la dejó embarazada, provocando que Victoriano creyera que Inés lo había engañado y poniendo fin a sus planes de boda.
Diana, la mayor de las tres hermanas, nunca ha podido perdonarle a su padre que se haya casado con Déborah Piñeiro, de quien Diana nunca se ha fiado por considerarla ambiciosa y oportunista; por ello vive en constantes disgustos con su padre. Diana está comprometida presionada por Victoriano con Elías, el hermano de Déborah; sin embargo, conoce a Alejandro San Román, un veterinario y padre soltero de dos niñas, y se enamora de él así como este de ella. Por ello decide romper su compromiso con Elías para vivir su amor con Alejandro aun en contra de los designios de su padre, pero Déborah se ensaña con la pareja e idea un plan para hacerle creer a Diana que Alejandro la acosa provocando que los vea besándose desnudos en el río. Dolida y dejándose llevar por su orgullo, decide romper su relación con Alejandro creyendo que la ha traicionado. Además Lisete, la exesposa de Alejandro y madre de María José y Sabina, regresa y utilizará todas sus artimañas para que sigan separados. 
Por otro lado Casandra, la segunda de las hermanas, se ha empeñado en crecer profesionalmente como arquitecta, pero en todos las empresas la discriminan por el simple hecho de ser mujer y no poseer el carácter que implica la profesión. Casandra se emplea en la constructora Mendoza, en donde conoce a Eduardo Mendoza, un hombre mucho mayor que ella y quienes se terminan enamorando; sin embargo, la familia Mendoza odia a Victoriano y a toda su familia por creerlo el culpable del asesinato de Vicente, el hijo mayor de la familia, quienes en el pasado no sólo compartían una fuerte amistad sino también diversos negocios. Cuando Vicente es asesinado, Loreto es culpado de aquel crimen y es llevado a prisión. A pesar del odio entre las familias, Casandra y Eduardo ponen a su amor como prioridad, pero ni Victoriano ni Bernarda, la matriarca de la familia Mendoza, la verdadera asesina de su propio hijo y quien mantuvo encerrada en un manicomio a Diana María, la madre de las Santos por presenciar el homicidio, permitirán que su amor triunfe. 
Constanza, la menor de las tres hermanas, lleva un noviazgo con Roberto Montesinos, un junior arrogante y ambicioso, quien es controlado por su padre para que se case con Constanza y recuperar sus empresas en quiebra con ayuda del dinero de Victoriano. Emiliano, el hijo de Inés y Loreto, producto del abuso de éste, siempre ha estado enamorado de Constanza, y esta, al descubrir lo que él siente por ella, se enamora del joven, pero Roberto abusa de Constanza para poder controlarla y obligarla a casarse con él al ver que se ha enamorado de Emiliano. Además, Victoriano no permitirá que su hija se case con el hijo del hombre quien supuestamente le robó el amor de Inés. 
Las tres hermanas deberán enfrentarse a la ambición y planes de venganza de Deboráh y Elías, quienes odian a Victoriano y a sus hijas, a la maldad de Bernarda, quien no permitirá que el pasado se descubra, y a Loreto, quien sale de prisión y con el fin de arruinar a la familia Santos.

## Elenco
- Danna García – Diana Santos Luna /  Diana Mendoza Luna
- Andrés Palacios – Alejandro San Román
- Victoria Ruffo – Inés Huerta
- César Évora – Victoriano Santos
- Grettell Valdez – Casandra Santos Luna
- Mariluz Bermúdez – Constanza Santos Luna
- René Casados – Eduardo Mendoza Castro
- Juan Pablo Gil – Emiliano Guzmán Huerta
- Gabriela Vergara – Déborah Piñeiro de Santos / Eugenia Villarroel[7]
- Guillermo García Cantú – Loreto Guzmán Valdez
- Jacqueline Andere – Bernarda Castro Vda. de Mendoza
- Natalia Guerrero – Lisete Quiroz
- Liz Gallardo – Montserrat Pérez
- Alex Sirvent – Fabrizio Allende
- Benjamín Rivero – Melitón Meléndez
- Alejandro Ruiz – Alonso
- Alejandro Estrada – Elías Villarroel
- Boris Duflos – Roberto "Robby" Montesinos
- Alfredo Adame – Vicente Mendoza Castro
- Mónica Ayos – Diana María Luna de Santos / Diana Elisa Luna
- Eduardo Liñán – Genaro Villa
- Héctor Cruz – Ing. Bermúdez
- Marielena Zamora – Jacinta Ruiz
- Palmeira Cruz – Candela
- Fernando Robles – Artemio
- Marcia Coutiño – Delia
- Miranda Kay – María José "Marijo" San Román Quiroz
- Valentina de los Cobos – Sabina "Saby" San Román Quiroz
- Jackie Sauza – Ingrid
- Rafael del Villar – Roberto
- Marcos Montero – Aldo
- Flora Fernández – Aniceta
- Carla Stefan – Elvia
- Landon Jay – Iván Villarroel
- Saraí Meza – Belén
- Ethan Mebarek - Alejandro San Román (niño)

## Premios y nominaciones

### Premios TvyNovelas 2017
| Categoría               | Persona          | Resultado |
| ----------------------- | ---------------- | --------- |
| Mejor reparto           | Salvador Mejía   | Nominado  |
| Mejor actor protagónico | Andrés Palacios  | Nominado  |
| Mejor primer actor      | César Évora      | Ganador   |
| Mejor actriz coestelar  | Grettell Valdez  | Nominada  |
| Mejor actriz joven      | Mariluz Bermúdez | Nominada  |
| Mejor actor joven       | Juan Pablo Gil   | Nominado  |

## Versiones
- Las amazonas, producida en Venezuela en 1985, protagonizada por Hilda Carrero y Eduardo Serrano.
- Quirpa de tres mujeres, producida por Venevisión en 1996, protagonizada por Fedra López y Danilo Santos.
- Niña amada mía, producida en 2003 por Angelli Nesma Medina para Televisa, protagonizada por Karyme Lozano y Sergio Goyri; Otto Sirgo y Mayrin Villanueva; Julio Mannino y Ludwika Paleta.
- Las bandidas, producida en 2013, protagonizada por Ana Lucía Domínguez y Marco Méndez.